# 约梅利

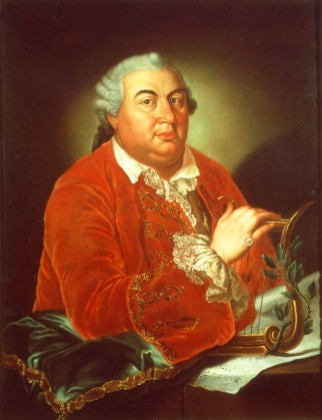
尼可洛·约梅利

尼可洛·约梅利（義大利語：Niccolò Jommelli；1714年9月10日—1774年8月25日），意大利作曲家，出生于阿韦尔萨。他是那不勒斯乐派的主要代表人物之一，对歌剧的发展有着重要的贡献。

## 外部連結
- 约梅利的免费乐谱，由国际乐谱典藏计划提供
- 公有領域聲樂檔案館上约梅利的作品